# 岳不羣
岳不羣是金庸武俠小說《笑傲江湖》的人物之一，乃書中所謂正教裡十位最強好手之一。華山派掌門，擅運內功心法「紫霞氣功」，綽號「君子劍」，為金庸小說中武功絕頂的高手之一。在江湖上有不少為人稱道的義舉，但暗地裏卻行陰謀詭計，最後更令夫人寧中則傷心羞愧自殺。本來偏愛大弟子令狐冲，情同父子並撫養成人，後來因誤會、妒忌與三觀不合而屢加迫害。對他真正作風有所認知的人會刻意強調其外號，反諷他是個不折不扣的偽君子。適時左冷禪欲強行合併五嶽劍派，他以辟邪劍法及連串算計擊敗左盟主，奪得併派後的「五嶽派」掌門之位。最終於思過崖佈下機關欲使對手一網打盡，卻死於儀琳劍下。

## 出场
書中形容岳不羣，牆角後一人縱聲大笑，一個青衫書生踱了出來，輕袍緩帶，右手搖著摺扇，神情瀟灑，笑道：「木兄，多年不見，丰采如昔，可喜可賀。」

## 人物關係和故事
岳不羣是華山派掌門，精通「紫霞神功」，武功高強，人稱「君子劍」，但事實上是偽君子。
妻子為同門師妹寧中則，獨女岳靈珊，大弟子是令狐冲，接著依序還有勞德諾、梁發、施戴子、高根明、陸大有、陶鈞、英白羅和舒奇等徒弟。他為了奪取林家的《辟邪劍譜》，於是假意救助林平之並收他為徒。
由於令狐冲已承諾要替風清揚保守秘密，因此並未把在思過崖上學會獨孤九劍的內情，以及在崖後洞中發現失傳五嶽劍法的事告訴岳不羣。岳不羣見令狐冲劍法莫名大進甚至超越自己，自感面子受損之餘亦懷疑他私吞和偷學《辟邪劍譜》，因而對他生出嫌隙。隨著故事發展，令狐冲和魔教日月神教中人交往越見密切，直到左道人士們為幫助任盈盈而聚集在五霸岡為令狐冲治傷之後，岳不羣便以此為由斷絕了與他的師徒關係。
在福州向陽巷林家老宅曾暗算林平之以便取得《辟邪劍譜》，林平之隨即裝死倒地不起，但在岳不羣想再補劍時，英白羅一聲師父也讓岳不羣立殺英白羅滅口，但唯恐有人聞聲來到旋即逃走。
由於岳不羣早已得知二弟子勞德諾是嵩山派派來的奸細，於是刻意洩漏一部假的《辟邪劍譜》，利用他去誘騙左冷禪。自己則為了修練辟邪劍法而自宮，並在封禪台上擊敗左冷禪，用钢針刺盲他雙目，奪得併派後的五嶽派掌門之位，亦成為了小說中武功最高的人物之一。此時任盈盈看出其手法與東方不敗相似，察覺出岳不羣是殺害定閒師太和定逸師太的兇手，同時亦使令狐冲對這位心目中最敬重的人大失所望。
最後在思過崖山洞之戰中，設計讓五嶽派自相殘殺，之後岳不羣捉住倖存的令狐冲與任盈盈。岳不羣原欲殺死令狐冲，後意外被恆山派女尼儀琳殺死。

## 性格
表面上，岳不羣給外人的印象是個溫文儒雅、謙虛大度的正人君子，所以深受華山派上下的景仰。但實際上，內在卻是個充滿野心與算計的深沉之人，同時也是個度量狹小、重視名譽的虛榮之徒。自宮後性格進一步改變，行為怪異，聲音尖銳，且更加缺乏人性。
作為一派宗師，教導徒弟非常嚴厲，要求徒弟練武時出招架勢要十全十美，不得偏差一分一毫。但他教學方式非常死板，不願意因材施教，例如他明明知道令狐冲有極高的劍術天賦，卻固執地灌輸劍宗、氣宗之別的成見，只教導徒弟們習得氣宗武學，完全禁絕劍宗武學，因此被風清揚罵是在糟蹋人才。儘管他看似對本門武功有著極大的堅持，若是徒弟們擅自發揮必然大怒，但他自己不但使用自己稱呼為邪道的劍宗武學，還用毒藥並習得其他派別的武學用於取勝，例如處心積慮取得辟邪劍法，這也顯得他表裡不一。
由於長期以來大眾形成岳不羣虛偽狡詐、陰險狠毒的形象，在政壇上會有人攻擊政敵為「岳不羣」。
《笑傲江湖》裡面，曾有以下幾個人直接或間接批評過岳不羣：
1. 風清揚——直稱岳不羣是小子，認為他將令狐冲這塊好材料教成了蠢牛木馬，並譏諷其為偽君子。
2. 沖虛道長——曾對令狐冲說：「岳先生外貌謙和，度量卻嫌不廣」、「令師岳先生不動聲色、坐收巨利」。
3. 任我行——曾説岳不羣一臉徦正經，悔恨未把岳不羣的面具撕下來，並多次譏諷其為偽君子。還指出寧中則嫁给岳不羣是一朵鮮花（寧中則）插入牛糞（岳不羣）身上。
4. 林平之——對於岳不羣偷去記有辟邪劍法的林家袈裟十分憤怒和怨恨，且發現其陰暗的一面，多次斥罵其為偽君子。
5. 魯連榮——魯連榮與嵩山派陸柏等同上華山，支持劍宗封不平等爭奪掌門之位，與寧中則對話爭執中，便譏諷岳不羣外號「君子劍」之前還要再加上一個「偽」字。

## 三戰令狐冲
岳不羣與令狐冲這一對師徒曾經三次對戰。
第一次在少林寺內。當時任我行偕同向問天一起上少林寺救任盈盈，令狐冲代表任我行一方出戰岳不羣。岳不羣使出劍宗殺著依然無法殺死令狐冲，遂改以冲靈劍法暗示會許配岳靈珊給他，引誘他棄劍認輸，反而使令狐冲心神恍惚之下以獨孤九劍打敗岳不羣，岳不羣於是在踢倒令狐冲時假裝自己腿骨被震斷，讓左冷禪以為他武功不強，放心推行併派大計。
第二次是岳不羣欲殺死令狐冲，因而追殺任盈盈。令狐冲為救任盈盈，與練成辟邪劍法的岳不羣對戰。對戰時令狐冲看出辟邪劍法招式會重複，得以運用獨孤九劍應付自如，最終戰勝岳不羣。岳不羣之後欲乘令狐冲罷鬥之時暗算對方，結果反而中了日月神教的陷阱被擒。任盈盈在令狐冲請求下放過岳不羣，但卻迫他服下了三尸腦神丹。
第三次為岳不羣在思過崖外，用老頭子的漁網擒住逃離秘洞的令狐冲與任盈盈，欲迫使任盈盈交出三尸腦神丹的配方。岳不羣在伸手抓住令狐冲時，被對方使出吸星大法吸取內力，最後在企圖以慢劍殺死令狐冲的危急關頭被恆山派儀琳刺死。

## 武功
華山劍法
紫霞神功
記載於《紫霞秘笈》中，是華山派「氣宗」内功心法，備受稱譽的上乘内功。曾有一金句：「華山九功，紫霞第一」。它初发时若有若无，绵如雲霞，然而蓄劲极韧，到後来铺天蓋地，勢不可擋，發功之人臉上满佈紫氣，故有“紫霞”之稱。
辟邪劍法
从《葵花宝典》中悟出的劍法，兩者系出同源，與《葵花寶典》的修行方法一樣，練辟邪劍法者必先自宮。動作迅捷詭異，外人只知道其招式乃匪夷所思。
奪命連環三仙劍
為華山派劍宗的絕技之一，劍招三式連環擊出。起始當頭直劈；若對方斜身閃開，則圈轉長劍，攔腰橫削；如果對方還能避開，勢必縱身上躍避開劍鋒，則長劍反撩，疾刺對方後心，對方背後不生眼睛，勢難躲避。氣宗掌控華山派後加以參詳，認為這三招入了魔道，但求劍法精妙，卻忘了本派「以氣馭劍」的至理。岳不羣與令狐冲在少林寺比試時亦曾用這三招劍法。

## 名字由來
出自論語中寫道：「君子矜而不爭，羣而不黨」，與妻子寧中則的「吾聞宥坐之器者，虛則欹，中則正，滿則覆」恰成對比。

## 影視形象

### 电影
- 冯淬帆，1978年香港邵氏电影《笑傲江湖》
- 刘兆铭，1990年香港电影《笑傲江湖》

### 电视剧
- 曾江，1984年香港无线电视剧《笑傲江湖》
- 古铮，1985年台湾台视电视剧《笑傲江湖》
- 王偉，1996年香港无线电视剧《笑傲江湖》
- 岳跃利，2000年台湾中视电视剧《笑傲江湖》
- 郑各评，2000年新加坡电视剧《笑傲江湖》
- 巍子，2001年中國电视剧《笑傲江湖》
- 黄文豪，2013年中國电视剧《笑傲江湖》
- 吴俊余，2013年中國电视剧《笑傲江湖》
- 李昊翰，2018年中國电视剧《笑傲江湖》

1. ↑  《笑傲江湖》第二十七回　三戰